# Circulation: Arrhythmia and Electrophysiology
Circulation: Arrhythmia and Electrophysiology is een internationaal peer-reviewed wetenschappelijk tijdschrift op het gebied van de hartritmestoornissen.
Het wordt uitgegeven door Lippincott Williams & Wilkins namens de
American Heart Association. Het is een van de subtijdschriften van Circulation.